# Leucippus fallax
Leucippus fallax là một loài chim trong họ Trochilidae.
Loài chim này được tìm thấy ở Colombia, Guyane thuộc Pháp, Venezuela và Bolivia. Môi trường sống tự nhiên của chúng sa mạc vùng cây bụi, cây bụi gai góc trong khu vực khô cằn và các khu vực rừng ngập mặn ở độ cao lên đến 500 mét. Loài chim ruồi này di cư trên một khoảng cách nhỏ. Trong tháng 12 đến tháng 4, một khoảng thời gian có lượng mưa tối thiểu, những con chim thường được tìm thấy trong khu vực có nhiều cây gai rậm rạp.
Chim trống và chim mái có bề ngoài giống nhau nhưng chim trống có màu sáng hơn. Đây là loài chuyên ăn mật hoa.